# U-77 (1940)
U-77 – niemiecki okręt podwodny U-Boot typu VII C z okresu II wojny światowej. Okręt wszedł do służby w 1941 roku. 

## Historia
Zamówienie na kolejny okręt podwodny typu VII C zostało złożone w stoczni Bremer Vulkan w Bremie 25 stycznia 1939. Rozpoczęcie budowy okrętu miało miejsce 28 marca 1940. Wodowanie nastąpiło 23 listopada 1940, wejście do służby 18 stycznia 1941.
Po wejściu do służby wszedł w skład 7. Flotylli okrętów podwodnych, w ramach której stacjonował w Kilonii i Saint-Nazaire. Przez pierwsze miesiące służby wykorzystywany do treningu nowej załogi. Od 1 stycznia 1942 do 30 kwietnia 1942 służył w 23. Flotylli, od 1 maja do czasu zatonięcia w 29. Flotylli.
Okręt zatonął podczas swojego jedenastego patrolu bojowego 28 marca 1943. Zatonął po trafieniu bombami głębinowymi zrzuconymi przez samoloty Lockheed Hudson. Zginęło 38 członków załogi, dziewięciu zdołało się uratować. 
Do czasu zatonięcia podczas 11 patroli bojowych zatopił 15 jednostek nieprzyjaciela o łącznej pojemności 36 408 BRT, brytyjski niszczyciel eskortowy HMS „Grove” (1 050 t), uszkodził dwa statki i dwa okręty (niszczyciel HMS „Kimberley” 12 stycznia 1942, remontowany do stycznia 1944 i slup HMS „Stork”).